# Tecido conjuntivo propriamente dito
O tecido conjuntivo propriamente dito é, dos tecidos conjuntivos, o menos diferenciado e mais genérico, preenchendo todos os espaços entre os restantes tecidos, logo presente em todos os órgãos, e abaixo da derme, estabelecendo a ligação entre todos. Permite igualmente o transporte de metabólitos e participa na defesa do organismo.
É constituído por vários tipos de células  em uma substância intercelular, designada como matriz extracelular. Os dois principais tipos de tecido conjuntivo propriamente dito são o frouxo (ou areolar) e o denso. O tecido conjuntivo frouxo possui a maior variedade de células e fibras. É um tecido altamente celularizado, com fibras mais delicadas e alta flexibilidade. O tecido conjuntivo denso apresenta maior proporção de fibras, menor quantidade de células e menor substância fundamental.

## Divisões
O tecido conjuntivo propriamente dito pode ser classificado em:

### Tecido conjuntivo frouxo
O tecido conjuntivo frouxo é o de maior distribuição no organismo. Nele não há predominância de qualquer um de seus componentes, todos estão em quantidades iguais: pouca quantidade de fibras colágenas, as quais se apresentam delicadas e delgadas, apresenta espaços cheios, flexibilidade e pouca resistência às trações. Preenche espaços não ocupados por outros tecidos, apoia e nutre células epiteliais, envolve nervos, músculos,  vasos sanguíneos e linfáticos. Faz parte da estrutura de muitos órgãos e desempenha importante papel no isolamento de infecções localizadas e nos processos da cicatrização. É importante relatar que nenhum tipo de tecido conjuntivo é encontrado no cérebro ou medula espinhal, sendo estes os únicos lugares onde este não está presente. São encontrados logo abaixo do epitélio.

### Tecido conjuntivo denso
É mais resistente, devido à abundância de fibras, que podem ser colágenas, elásticas (presentes nos grandes vasos sanguíneos) ou reticulares. Está presente nos tendões e ligamentos, e é pobre em células. Pode ser classificado em denso modelado (presente nos tendões) e em denso não modelado (presente na derme).
Tecido rico em fibras e, consequentemente, mais resistente. Pode formar uma cápsula protetora ao redor dos órgãos como o figado; nos tendões, ligando o músculo ao osso; e nos ligamentos, unindo os ossos entre si.

### Tecido adiposo
É composto por células adiposas que atuam como reserva energética. Essas células possuem um vacúolo central e podem mudar de tamanho de acordo com o metabolismo do organismo. Ao microscópio óptico aparecem como células bastante arredondadas. O núcleo dessas células é empurrado para a periferia por causa do acúmulo de gotículas lipídicas.